# Long Lake (King George Island)
Der Long Lake (englisch für Langer See) ist ein schmaler und 160 m langer See auf King George Island im Archipel der Südlichen Shetlandinseln. Auf der Fildes-Halbinsel liegt er nahe dem Kopfende der Hydrographers Cove. Er wird vom Hydrographenbach durchflossen, der in die Bucht mündet.
Die Benennung des Sees erfolgte 1973 im Zuge einer sowjetischen Antarktisexpedition. Das UK Antarctic Place-Names Committee übertrug den russischen Namen 1978 ins Englische, auch um eine Verwechslung mit dem Dlinnoye Lake in der Schirmacher-Oase des Königin-Maud-Lands zu vermeiden.